# Intersexualidad en Sudáfrica
Las personas intersexuales en Sudáfrica tienen algunos de los mismos derechos que otras personas, pero presentan importantes carencias en la protección contra intervenciones médicas no consensuadas y la discriminación. El país fue el primero en incluir explícitamente a las personas intersexuales en la legislación contra la discriminación.

## Historia
Entre las primeras y más destacadas activistas intersexuales se encuentran Sally Gross y Nthabiseng Mokoena. Gross, activista intersexual y contra el apartheid, fue fundadora de Intersex Sudáfrica, una organización comunitaria autónoma afiliada a Organisation Intersex International.
En el año 2000, Gross contribuyó a lograr la primera mención conocida de la intersexualidad en la legislación nacional, con la inclusión de «intersexualidad» en la definición de «sexo» en la ley antidiscriminación de la República de Sudáfrica. Posteriormente, colaboró en la redacción de la legislación sobre la Modificación de los Descriptores de Sexo y la Promoción de la Igualdad.
En diciembre de 2017, activistas intersexuales africanos publicaron una declaración donde establecían demandas locales.

## Integridad física y autonomía corporal

Prohibición legal de intervenciones médicas no consensuadas
Suspensión regulatoria de intervenciones médicas no consensuadas

En 2016, la Comisión Africana de Derechos Humanos y de los Pueblos se unió a otras instituciones de derechos humanos para condenar las violaciones de derechos humanos de las personas intersexuales, incluso en entornos médicos. el Comité de los Derechos del Niño de las Naciones Unidas emitió recomendaciones para garantizar la integridad física y la autodeterminación de los niños intersexuales y otros niños, y asegurar sanciones a los autores de prácticas nocivas. El gobierno sudafricano reconoció que tales prácticas ocurren en el país.

## Protección contra la discriminación
En Sudáfrica, la Ley de Enmienda de Asuntos Judiciales de 2005 modificó la Ley de Promoción de la Igualdad y Prevención de la Discriminación Injusta de 2000 para incluir la intersexualidad en su definición de sexo. El sexo es una de las categorías protegidas por esta ley, lo que significa que la discriminación basada en el sexo se presume injusta, salvo que se demuestre lo contrario. La ley establece que la «"Intersexualidad" significa una diferenciación sexual congénita atípica, en cualquier grado».

## Documentos de identidad
La Ley de Alteración de la Descripción y el Estado Sexual de 2003 permite a las personas intersexuales cambiar el sexo registrado en sus documentos oficiales. El solicitante debe presentar un informe médico que acredite su intersexualidad, así como un informe de un psicólogo o trabajador social que acredite haber vivido al menos dos años en el rol de género correspondiente.

## Matrimonio
Todas las parejas pueden contraer matrimonio en Sudáfrica, independientemente de sus características. El 1 de diciembre de 2005, en el caso del Ministerio del Interior contra Fourie, el Tribunal Constitucional dictaminó que era inconstitucional que el Estado negara a las parejas del mismo sexo la posibilidad de contraer matrimonio y otorgó al Parlamento un año para rectificar la situación, la cual también incluía a las personas intersexuales.